# Teufenbachweiher
Der Teufenbachweiher ist ein Stauweiher im Schweizer Kanton Zürich in der Gemeinde Wädenswil. Er liegt an der Nordseite eines Waldstückes auf halbem Wege zwischen Hütten und Menzingen.
Der Teufenbachweiher wird zusammen mit dem Kraftwerk Waldhalden von den Elektrizitätswerken des Kantons Zürich (EKZ) betrieben. Zum Betrieb der Anlage wird Wasser der Sihl von Hütten her durch einen 2,2 km langen Stollen in den Weiher geleitet. Das Kraftwerk nutzt die 72 Meter Höhenunterschied zum Turbinenhaus in der Waldhalden. Das entspannte Wasser wird anschliessend wieder der Sihl zugeleitet.
Um den See führt der gut ausgebaute Teufenbachweiherweg mit zwei Grillplätzen. 